# Harmonie de Noël
Harmonie de Noël (Christmas Harmony) est un téléfilm de Noël américain réalisé par Nanea Miyata et diffusé en 2018.

## Synopsis
Une jeune femme retourne dans sa petite ville et redécouvre la musique, les liens familiaux et la joie de la saison de Noël.

## Fiche technique
- Titre original : Christmas Harmony
- Réalisation : Nanea Miyata
- Scénario : Nanea Miyata
- Durée : 85 min
- Pays : États-Unis

## Distribution
- Kelley Jakle : Harmony
- Chandra Wilson : Karen
- Adam Mayfield : Luke
- Peter Porte : Devin
- Sally Struthers : Shirley
- Lee Garlington : Debbie
- Aden Schwartz : Weston
- Pip Arnold : Cafetière qui chante
- Shirley Dalmas : Lily
- Macy Friday : Harmony jeune
- Gina Hiraizumi : Trisha
- Stephen Howard : Henry
- Reesa Marie Ishiyama : Crystal
- Justin Jones : Assistant de Shirley
- Michael Blake Kruse : Tyler
- Karenssa LeGear : Pamela
- Jessica Obilom : April
- Tiffany Smith : Julie
- Gregory A. Thompson : Herman
- Sean Watkins : Lui-même